# Bulbophyllum drymoglossum
Bulbophyllum drymoglossum är en orkidéart som beskrevs av Carl Maximowicz. Bulbophyllum drymoglossum ingår i släktet Bulbophyllum och familjen orkidéer. Inga underarter finns listade i Catalogue of Life.